# Marie-Hippolyte de Lartigue
Pour les articles homonymes, voir Lartigue.
Marie-Hippolyte de Lartigue, né le 17 avril 1815 et mort en juillet 1893, est un général français. 

## Biographie

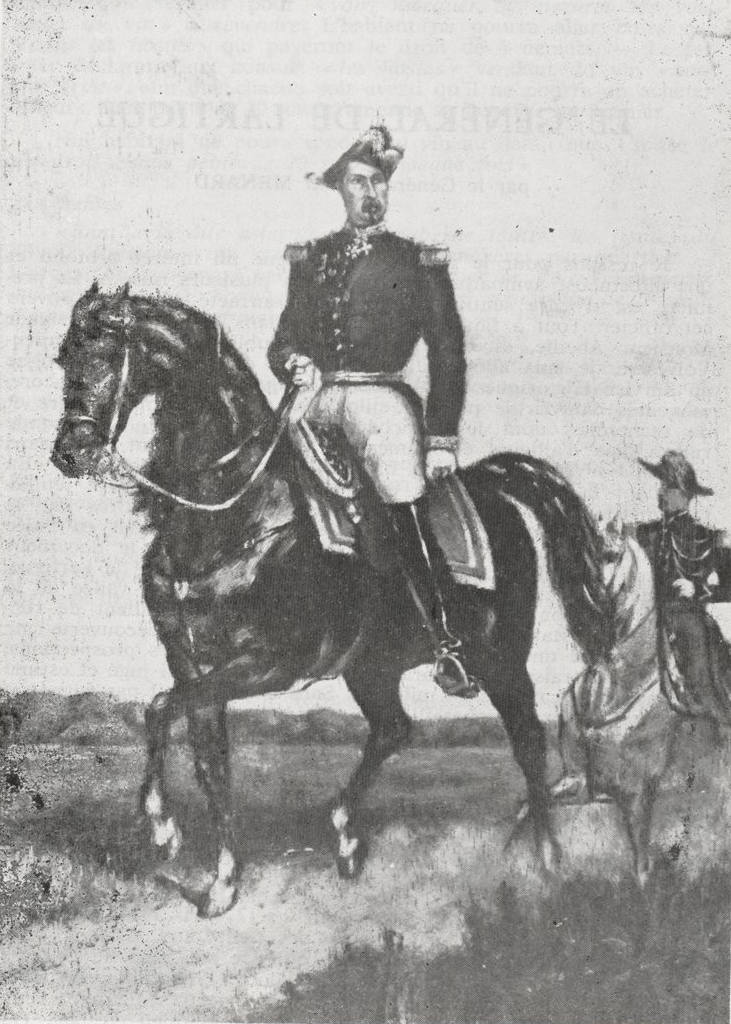
Tableau représentant le général de Lartigue commandant la 4e division à la bataille de Froeschwiller.

Marie-Hippolyte de Lartigue naît le 17 avril 1815 à Montesquieu-Volvestre, pendant les Cent-Jours. 
Il rentre à l'école militaire de Saint-Cyr en 1832 et en sort sous-lieutenant en 1835 ; il est affecté au 8e régiment de ligne le 20 avril et y reste jusqu'en 1850, non sans être passé capitaine le 2 mai 1845. 
Durant la guerre franco-allemande de 1870, il commande la 4e division. 
En 1876, les fiches politiques établies par le tribun républicain Léon Gambetta classe le général de Lartigue parmi les adversaires de la Troisième République, le cataloguant en tant qu'officier royaliste. Commandant le 12e corps d'armée, et gouverneur militaire de Limoges, il semble prendre part au complot militaire présumé de 1877, qui prévoit la prise du pouvoir par les militaires pour réinstaurer la monarchie. Après une enquête parlementaire sur le sujet, et les élections sénatoriales de 1879, le général Gresley, officier libéral placé au ministère de la Guerre par le Centre gauche, propose au président et maréchal Mac-Mahon un décret relevant de leur fonction les généraux commandants de corps d'armée Bataille, Bourbaki, Barail, Lartigue et Ducros, ainsi que le déplacement d'autres commandants de corps d'armée (Aumale, Deligny, Douay et Montaudon), ce que le maréchal refuse. Le décret est signé le 11 février par Jules Grévy, et le général de Lartigue est mis à la retraite,.